# 21. juli
21. juli er dag 202 i året i den gregorianske kalender (dag 203 i skudår). Der er 163 dage tilbage af året.
Dagen er en af de uheldige i Tycho Brahes kalender.

### Begivenheder
Født - Dødsfald
- 1873 - Jesse James og hans bande gennemfører deres første togrøveri i Det Vilde Vesten.
- 1914 - Seth Barnes Nicholson opdager Jupiter-månen Sinope.
- 1931 - CBS indleder daglige tv-udsendelser i New York City.
- 1954 - I den 1. indokinesiske krig opdeler en fredskonference i Genève Vietnam i Nord- og Sydvietnam.
- 1967 - Danmarks første moske, Nusrat Djahan-moskeen bliver indviet i Hvidovre
- 1969 - Neil Armstrong og Buzz Aldrin forlader Månens overflade som en del af Apollo 11-missionen.
- 1970 - Efter 11 års arbejde står Aswandæmningen i Egypten færdig.
- 1983 - Den laveste målte temperatur ved jordoverfladen måles ved forskningsstationen Vostok i Antarktis: −89.2 °C.
- 1985 - I Sydafrika erklærer apartheidregimet for første gang i 25 år dele af landet i undtagelsestilstand efter at stadig flere strejker og protestdemonstrationer breder sig over landet.
- 1994 - Tony Blair udpeges som vinder af kampen om British Labour Party's ledelse, hvilket er hans første skridt på vejen mod valget som premierminister i 1997.
- 1996 - Bjarne Riis vinder Tour de France. Efter hans indrømmelse i 2007 af brug af doping under løbet, blev han officielt frataget sejren, men i 2008 blev han genindsat på listen over Tour de France-vindere, dog med en anmærkning om at han har indrømmet dopingbrug.
- 1999 - Apple Computer lancerer den første udgave af iBook.
- 2007 - Harry Potter-romanseriens syvende og sidste bog Harry Potter and the Deathly Hallows udgives.
- 2009 - Person nummer 1000 bliver henrettet i USA siden dødsstraffen blev genindført i 1976.
- 2013 - Belgiens konge, Albert 2., abdicerer og overlader tronen til sin ældste søn, Philippe.

### Født
- 1846 - Thorvald Bindesbøll, dansk arkitekt (død 1908).
- 1899 - Ernest Hemingway, amerikansk forfatter (død 1961).
- 1903 - Roy Neuberger, amerikansk finansmand (død 2010).
- 1910 - Viggo Kampmann, dansk statsminister (død 1976).
- 1914 - Suso Cecchi D'Amico, italiensk manuskriptforfatter (død 2010).
- 1920 - Constant, hollandsk COBRA-kunstner (død 2005).
- 1920 - Isaac Stern, russisk-amerikansk violinist (død 2001).
- 1924 - Niels Matthiasen, dansk politiker og kulturminister (død 1980).
- 1937 - Mogens Hansen, dansk journalist og kgl. hofreporter (død 2004).
- 1943 - Bent Stuckert, politisk kommentator på DR.
- 1949 - Poul Elming, dansk operasanger.
- 1951 - Robin Williams, amerikansk skuespiller og komiker (død 2014).
- 1956 - Michael Connelly, amerikansk forfatter.
- 1967 - Mikael Kamper, tidligere medarbejder på TV 2, nu chefredaktør på JyskeVestkysten.
- 1969 - Johan Reuter, dansk operasanger.
- 1971 - Hans Henrik Præstbro, dansk musiker.
- 1978 - Josh Hartnett, amerikansk skuespiller.
- 1979 - Tine Baun, dansk badmintonspiller.
- 1983 - Eivør Pálsdóttir, færøsk sangerinde og komponist.
- 1995 - Øystein Bråten, norsk freestyle-skiløber.
- 2000 - Erling Haaland, norsk fodboldspiller.
- 2000 - Kathrine Uhrskov, dansk gymnast.

### Dødsfald
- 1856 - Emil Aarestrup, dansk læge og forfatter (født 1800).
- 1908 - Nikolaj Rimskij-Korsakov, russisk komponist. (født 1844).
- 1949 - Albert Høeberg, dansk operasanger (født 1879).
- 1965 - Harald Bergstedt, dansk forfatter (født 1877).
- 1998 - Alan B. Shepard, første amerikanske astronaut i rummet (født 1923).
- 2004 - Benny Poulsen, dansk skuespiller (født 1942).
- 2024 - Henrik Voldborg, dansk meteorolog (født 1936).

|  | Denne datoartikel kan blive bedre, hvis der indsættes et (bedre) billede Du kan hjælpe ved at afsøge Wikimedia Commons for et passende billede eller uploade et godt billede til Wikimedia Commons iht. de tilladte licenser og indsætte det i artiklen. |